# Celestina

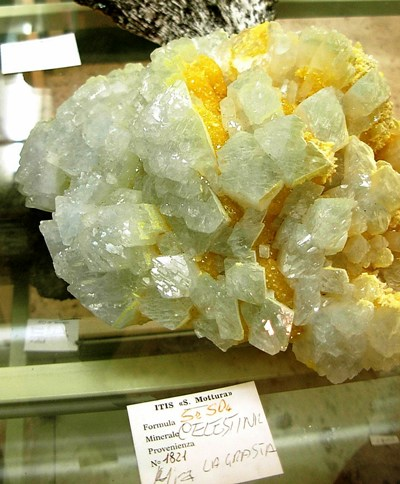
Cristalli di celestina su zolfo provenienti dalla miniera La Grasta (Caltanissetta)

La celestina (o celestite) è un minerale costituito essenzialmente da solfato di stronzio (SrSO4), rombico bipiramidale, appartenente al gruppo della barite.
Ha durezza 3-3,5 nella scala Mohs e densità 3,9 g/cm3. È un importante minerale dello stronzio.

## Etimologia
Deriva dal termine latino caelestis (celeste), in riferimento al colore dei cristalli.

## Abito cristallino
Si presenta in cristalli tabulari incolori o leggermente bluastri, solitamente in calcari e in rocce sedimentarie, associato a gesso, anidrite, salgemma e zolfo. Si trova anche con altri abiti: prismatico, aciculare, lamellare (rossa, bianca od azzurra), fibrosa, grossolana, granulare e massivo.

## Origine e giacitura
La celestina può avere origine idrotermale, in associazione a galena e blenda, oppure sedimentaria evaporitica per evaporazione di acque salmastre in associazione a zolfo, gesso, aragonite, cloruri ed altri minerali tipici. Lo si può trovare anche in rocce sedimentarie, specialmente calcaree. Nelle solfatare e nei giacimenti saliferi. In magnifiche druse cristallizzate si trova, associata allo zolfo, nei suoi giacimenti in Sicilia ed in Romagna

## Forma in cui si presenta in natura
Generalmente in cristalli prismatici allungati, talvolta tabulari, incolori o bianco latte, giallastri, azzurri, in aggregati raggiati o paralleli, massicci o concrezionati. La celestina è pesante, semidura e fragile.

## Caratteristiche fisico-chimiche
Lo zolfo è sito al centro di un tetraedro ai cui vertici sono posti gli atomi di ossigeno.
Il minerale è debolmente solubile in acqua ed in acidi e colora la fiamma in rosso carminio.
Il minerale presenta termoluminescenza.
Il minerale è fluorescente ai raggi ultravioletti in giallo e bianco-blu.
- Peso molecolare: 183,68 grammomolecole[2].
- Densità di elettroni: 3,70 g/cm³[2]
- Indici quantici[2]:
  - fermioni: 0,03
  - bosoni:0,97
- Indici di fotoelettricità[2]:
  - PE: 54,93 barn/elettrone
  - ρ: 203,17 barn/cm³
- Indice di radioattività: GRapi:0 (il minerale non è radioattivo)[2]

## Utilizzi
Laddove è abbondante (vedi paragrafo sotto) per l'estrazione dello stronzio.

## Località di ritrovamento
- Europa: Bristol (Inghilterra), Vestfalia (Germania), Scozia, nella Drôme (Francia)[4], Russia[3]
  - Italia: Montecchio Maggiore (provincia di Vicenza)[3][4], in molte miniere di zolfo siciliane[3][4], nelle solfare delle Marche[3][4] e della Romagna[3][4]
- Africa: Il Cairo (Egitto)[4], Madagascar[4], Tunisia[3][4],
- America: San Luis Potosí[4], Ohio, Texas, California (Stati Uniti)[4]
- Asia: Turkestan[3][4].